# BGV 25
Die BGV 25 war eine Schmalspur-Dampflokomotive der Borzsavölgyi Gazdasági Vasút (BGV; deutsch: Borzsatalbahn), die nach 1918 von den ČSD übernommen wurde und dort die Bezeichnung U 44.0 erhielt.

## Geschichte
Die Maschine der Reihe U 44.0 war eine von mehreren vierachsigen einheitlichen Schmalspurtenderlokomotiven, die 1913 von Maffei in München an verschiedene Werksbahnen in der Zeit vor dem Ersten Weltkrieg für unterschiedliche Aufgabengebiete geliefert wurden. Für die Bewältigung von größeren Lasten kam nur eine Lokomotive mit vier angetriebenen Achsen in Frage, um gleichzeitig die zulässige Achslast nicht zu überschreiten. Um die Kurvenbeweglichkeit bei den vorhandenen Kurvenradien zu gewährleisten, setzte der Hersteller Klien-Lindner-Hohlachsen ein. Außer der Lokomotive der Borzsatalbahn waren noch weitere Lokomotiven auf verschiedenen Waldbahnen eingesetzt.
Die von den ČSD eingesetzte Lokomotive war auf ihrer Stammstrecke von 1913 bis 1927 und von 1930 bis in die 1950er Jahre im Einsatz. Zwischenzeitlich war sie 1927–1930 auf der ehemaligen Waldbahn Uschhorod – Radwanka im Einsatz. 
Nach dem Einsatz bei den ČSD wurde sie von den MÁV als Reihe MÁV-Baureihe 493.0 übernommen. Auf einem Foto ist eine Lokomotive 1956 auf einer rumänischen Waldbahn zu sehen.
Eine vom selben Hersteller aus dem gleichen Baujahr mit einer ähnlichen Hersteller-Betriebsnummer stammende Lokomotive ist bei den Hinterlassenschaften der Usoratalbahn erhalten geblieben. Die Maschine soll sich heute in Blatnica befinden.